# Орден Мухамадийя
Орден Суверенитета или Орден Мухамадийя или Мухаммада (араб. Wissam al-Mohammadi) — высшая государственная награда королевства Марокко зарезервированная за правителями, главами государств, членами королевской семьи.

## История
Орден был учреждён первым королём Марокко, Мохаммедом V 16 ноября 1955 года, по связи с обретением страной независимости и суверенитета от французского протектората.
В настоящее время статут ордена определён Королевским дахиром № 199-66 от 1 рамадана 1386 года (14 декабря 1966), который регулирует наградную систему королевства.

## Степени
Орден имеет три степени:
- Специальная степень — золотой украшенный бриллиантами и рубинами знак ордена на золотой орденской цепи — зарезервирован за правителями, главами государств.
- Первая степень — золотой, украшенный драгоценными камнями, знак в виде нагрудной звезды.
- Вторая степень — золотой знак в виде нагрудной звезды.

## Описание
Знак ордена выполнен в восточном стиле и состоит из восьмиконечной филигранной звезды зелёной эмали с золотым центральным медальоном. В центре медальона изображён государственный герб королевства Марокко, под которым надпись на арабском языке «Мухамадийя». Медальон окаймляют 36 бриллиантов. В филигрань бортика звезды вставлены рубины и бриллианты.
Орденская цепь состоит из девятнадцати золотых звеньев в виде стилизованных цветов. Центральное звено представляет государственный герб королевства Марокко, выполненный в цветных эмалях.
Орден не имеет орденской ленты.

## Кавалеры ордена (не полный список)

### Кавалеры ордена Специального класса
1. Акихито — император Японии
2. Идрис I — король Ливии
3. 26 мая 1956 — Фейсал II — король Ирака
4. 1960 — Альберт II — король Бельгии
5. 1960 — Паола — королева Бельгии
6. 1960 — Хусейн ибн Талал — король Иордании
7. 1 апреля 1961 — Иосип Броз Тито — президент Югославии
8. 16 октября 1970 — Хамад ибн Иса Аль Халифа — наследный принц Бахрейна
9. 1980 — Елизавета II — королева Великобритании
10. 29 октября 1980 — Филипп, герцог Эдинбургский — принц-консорт Великобритании
11. 16 сентября 1988 — Хассанал Болкиах — султан Брунея
12. 25 сентября 1989 — Хуан Карлос I — король Испании
13. 20 февраля 1995 — Мариу Суариш — президент Португалии
14. 18 сентября 2000 — София — королева Испании
15. 2002 — Хамад бин Халифа Аль Тани — эмир Катара
16. 2004 — Джабер аль-Ахмед аль-Джабер ас-Сабах — эмир Кувейта
17. 4 марта 2014 — Альфа Конде — президент Гвинеи
18. 31 мая 2014 — Монсеф Марзуки — президент Туниса
19. 15 июля 2014 — Филипп VI — король Испании
20. 15 июля 2014 — Летисия — королева Испании
21. 31 мая 2015 — Жозе Мариу Ваш — президент Гвинеи-Бисау
22. 2016 — Джон Магуфули — президент Танзании
23. 21 июня 2016 — Поль Кагаме — президент Руанды
24. 27 июня 2016 — Марселу Ребелу ди Соза — президент Португалии
25. 21 ноября 2016 — Эри Радзаунаримампианина — президент Мадагаскара
26. 17 февраля 2017 — Нана Акуфо-Аддо — президент Ганы

### Кавалеры ордена 1 класса
1. Джеффри Болкиах — министр финансов Брунея
2. Иполито Мехия — президент Доминиканской Республики.
3. Мухаммад ибн Талал — наследный принц Иордании в 1952-62, иорданский принц из династии Хашимитов, второй сын короля Талала
4. Фарах — императрица Ирана
5. 1981 — Хамад бин Халифа Аль Тани — кронпринц и министр обороны Катара
6. 6 февраля 1992 — Мариу Суариш — президент Португалии
7. 17 марта 2015 — Мухаммад ибн Зайд Аль Нахайян — наследный принц Абу-Даби и заместитель верховного главнокомандующего Вооруженными Силами ОАЭ

### Кавалеры ордена 2 класса
1. Султан ибн Абдул-Азиз Аль Сауд — наследный принц Саудовской Аравии
2. Моза бинт Насер аль Миснед — вторая из трёх жен 3-го эмира Катара шейха Хамада бен Калифа-аль-Тани, мать нынешнего эмира